# NEVER
「NEVER」（ネヴァー）は、1984年6月1日に発売されたMIE（現・未唯mie）の6枚目のシングルである。

## 概要
- 原曲は、オーストラリアのロックバンド・ムーヴィング・ピクチャーズの「Never」のカバーであり、映画『フットルース』の挿入歌に起用された楽曲である。
- TBS系列ドラマ『不良少女とよばれて』の主題歌に採用された[2]。
- 1981年3月にピンク・レディーを解散後、ソロ歌手・未唯mieとしては唯一のオリコンチャート週間10位以内にランクされ、自身最大のヒット曲となった[3]。

## 収録曲
- 全編曲：戸塚修

1. NEVER
作詞・作曲：Dean Pitchford, Michael Gore、日本語詞：松井五郎
  - TBS系・大映テレビ制作連続ドラマ『不良少女とよばれて』主題歌[2]
2. おつだね
作詞：島武実、作曲：宇崎竜童
  - 薩摩酒造「マイルド白波おつだね」CMソング